# 塞龙德纳希马
塞龙德纳希马，是西班牙卡斯蒂利亚-莱昂索里亚省的一个市镇。总面积60平方公里，总人口279人（2001年），人口密度5人/平方公里。